# Famiglia Flora

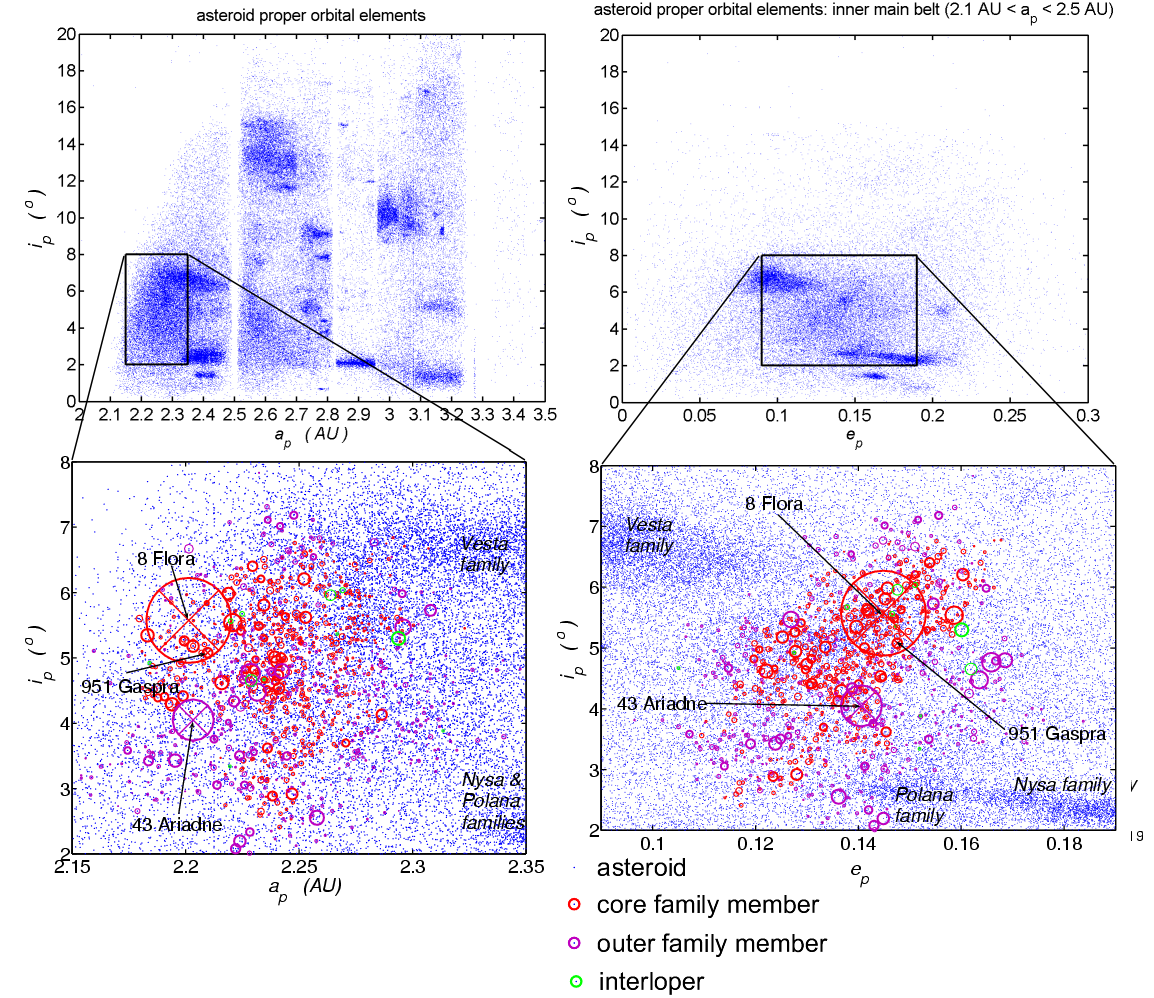
Localizzazione e struttura della famiglia di asteroidi Flora nella fascia principale.

La famiglia Flora è una famiglia di asteroidi di tipo S che si trova nella regione interna della fascia principale tra Marte e Giove.
 
Il membro più grande della famiglia è 8 Flora scoperto il 18 ottobre 1847 da John Russell Hind.
Questi sono un insieme di oggetti che sembrano essere i resti di una collisione che ha frammentato un oggetto principale in tantissimi pezzi che hanno assunto una forma di stella, conservando la stessa composizione e seguendo la medesima orbita.
Si ipotizza inoltre che il vero genitore di questa famiglia sia 951 Gaspra, delle dimensioni iniziali di circa 200 km ed un'età che si aggira tra 500 milioni ed 1 miliardi di anni, composto di olivina, pirosseni e composti metallici (ferro-nichel), e che ha subito un incontro devastante con un altro corpo ed assieme con i loro residui abbiano continuato ad orbitare in questa fascia.
Essendo la posizione di Gaspra collocata alla periferia dell'addensamento suscita qualche dubbio la sua appartenenza alla famiglia stessa.
Questo gruppo fornisce un'occasione unica per studiare la composizione mineralogica dell'interno del sistema solare, poiché hanno componenti considerati resti di scontri inter-asteroidali energici e siano figli di un corpo che si presume fosse stato molto più grande.
C'è molta difficoltà nell'identificare gruppi e sottogruppi di famiglie; il problema sta  nella determinazione di elementi adeguati all'alta densità delle molte collisioni avvenute in questa regione.
Per il conteggio dei residui si è riscontrato che adoperando il metodo (Hierarchical-clustering "HCM") si sono trovati 604 oggetti, adoperando il metodo (Wavelet-analysis "WAM"),575; in comune i due sistemi di conteggio riportano 434 elementi.
In definitiva i risultati derivanti possono essere riportati in una tabella:
| Membri                    | 8 Flora = Km 136 / 36 Ariadne = Km 66 / 819 membri sotto i 31 km                  |
| Dati orbitali             | Perielio AU = 1.86 / Afelio AU = 2,55 / Inclinazione dell'orbita 5,89°            |
| Posizione                 | Semiasse principale = 2,169–2,211 unità astronomiche (324 477 782–330 760 892 km) |
| Età                       | 500 milioni-1 miliardo di anni                                                    |
| Altro membro predominante | 951 Gaspra                                                                        |
| Periodo orbiltale         | 3,27 anni                                                                         |